# Erwin Gündert
Karl Erwin Gustav Gündert (* 24. November 1878 in Dürrheim; † 29. Mai 1945 in Mosbach) war ein deutscher Verwaltungsjurist und Politiker (DVP).

## Leben
Als Sohn eines Salinenkassiers begann Gündert nach dem Abitur 1898 Rechtswissenschaft an der Albert-Ludwigs-Universität Freiburg zu studieren. Als Einjährig-Freiwilliger im Corps Rhenania Freiburg aktiv geworden, wurde er 1899 recipiert. Als Inaktiver wechselte er an die Universität Berlin. Nach dem Referendarexamen war er von 1902 bis 1905 im Justiz- und Verwaltungsdienst des Großherzogtums Baden tätig. Nach Ablegung des Zweiten Juristischen Staatsexamens war er von 1905 bis 1909 Regierungsassessor an badischen Verwaltungsstellen. Von 1909 bis 1911 wirkte er als Hilfsarbeiter beim Reichsversicherungsamt und beim Reichsamt des Innern in Berlin. 1911 wurde er selbständiger Dezernent und Vorsitzender beim Oberversicherungsamt in Freiburg im Breisgau und im Januar 1912 Magistratssyndikus in Stettin. Von 1914 bis 1915 nahm er als Soldat am Ersten Weltkrieg teil, zuletzt als Hauptmann der Reserve beim 5. Badischen Infanterie-Regiment Nr. 113 in der 29. Division (Deutsches Kaiserreich).

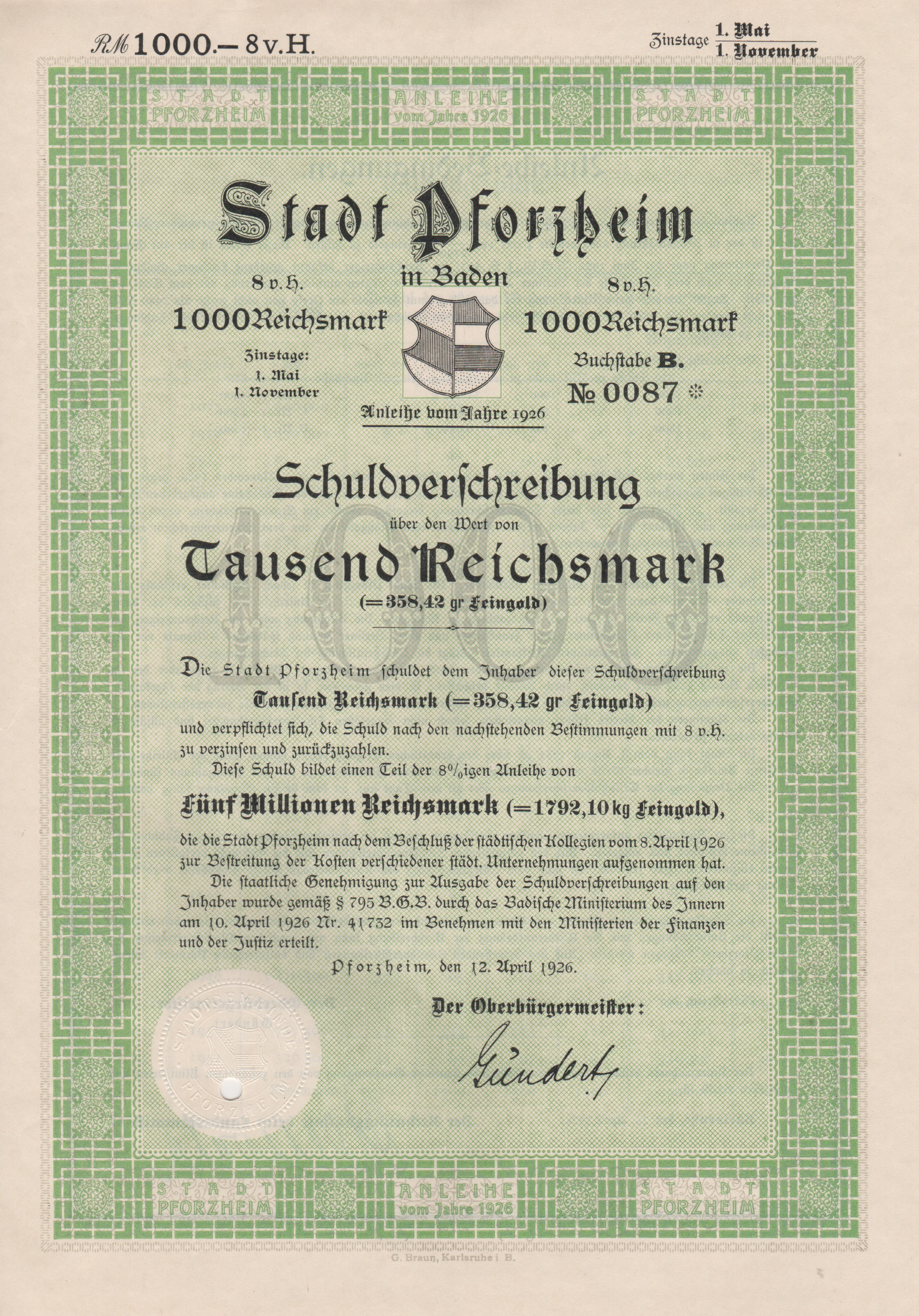
Schuldverschreibung der Stadt Pforzheim vom 12. April 1926 mit Unterschrift von Oberbürgermeister Gündert

Gündert war seit August 1912 Beigeordneter der Stadt Mainz und wurde dort 1916 zum Bürgermeister und 1918 zum Ersten Bürgermeister (stellvertretenden Oberbürgermeister) gewählt. Am 3. Dezember 1919 erfolgte seine Wahl zum Oberbürgermeister der Stadt Pforzheim. Dieses Amt trat er am 7. Januar 1920 an und übte es bis zu seinem Rücktritt am 13. März 1933 aus. Während seiner Amtszeit wurde der städtische Haushalt konsolidiert, die Infrastruktur ausgebaut und der Wohnungsbau gefördert.
Neben seiner Tätigkeit als Oberbürgermeister war er von 1925 bis 1929 für die Deutsche Volkspartei Mitglied des Landtages der Republik Baden.
Gündert war von 1927 bis 1933 Vorsitzender des Verwaltungsrates der Sparkasse Pforzheim. Von 1933 bis 1945 fungierte er als Direktor des Badischen Sparkassen- und Giroverbandes und gleichzeitig als Vorsitzender des Verwaltungsrates der Badischen Kommunalen Landesbank - Girozentrale, öffentliche Bank- und Pfandbriefanstalt Mannheim. Darüber hinaus war er von 1933 bis 1935 Mitglied des Aufsichtsrates der Badischen Bank. Im Jahre 1933 wurde er zum Dr. jur. promoviert.
Von 1929 bis 1940 war er Mitglied der Kaiser-Wilhelm-Gesellschaft zur Förderung der Wissenschaften. 1943 zog er nach Mosbach, wo er im Alter von 66 Jahren starb.
Erwin Gündert war seit 1908 mit Luise geb. Bitzel verheiratet. Aus der Ehe gingen ein Sohn und eine Tochter hervor. Er war Mitglied der Berliner Freimaurerloge Am Berge der Schönheit.